# Pseudocheirodon terrabae
Pseudocheirodon terrabae és una espècie de peix de la família dels caràcids i de l'ordre dels caraciformes.

## Morfologia
- Els mascles poden assolir 5,1 cm de llargària total.[5]

## Alimentació
Menja algues, incloent-hi diatomees.

## Hàbitat
Viu en zones de clima tropical a temperatures de 21–30 °C.

## Distribució geogràfica
Es troba a Centreamèrica: conques dels rius Grande de Terraba, Jicote i Pirris a Costa Rica.